# فرودگاه شهرستان هدلند
فرودگاه شهرستان هدلند (به انگلیسی: Headland Municipal Airport) یک فرودگاه همگانی بهره‌برداری هوایی است که یک باند فرود آسفالت دارد و طول باند آن ۱۵۲۵ متر است. این فرودگاه در کشور ایالات متحده آمریکا قرار دارد و در ارتفاع ۱۰۹ متری از سطح دریا واقع شده‌است.